# Iablunovîțea, Orativ
Iablunovîțea (în ucraineană Яблуновиця) este localitatea de reședință a comunei Iablunovîțea din raionul Orativ, regiunea Vinnița, Ucraina.

## Demografie
Componența lingvistică a localității Iablunovîțea
     Ucraineană (100%)
Conform recensământului din 2001, toată populația localității Iablunovîțea era vorbitoare de ucraineană (100%).